# Catephia trispilosa
Catephia trispilosa är en fjärilsart som beskrevs av Saalmüller 1880. Catephia trispilosa ingår i släktet Catephia och familjen nattflyn. Inga underarter finns listade i Catalogue of Life.